# Міжнародний рік астрономії
Міжнародним роком астрономії було проголошено 2009 рік. Проведення Міжнародного Року Астрономії (МАР2009) має за мету допомогти людям по-новому поглянути на себе і своє місце у Всесвіті.

## Привід і причина
У 2009 році виповнюється 400 років як Галілео Галілей уперше використав телескоп для дослідження об'єктів Всесвіту. Відтак Міжнародна Астрономічна Спілка оголосила 2009 рік Міжнародним Роком астрономії. ЮНЕСКО підтримало таке рішення. 20 грудня 2007 року 62-га Генеральна Асамблея ООН також прийняла відповідну резолюцію. Для нас це добра нагода осмислити внесок астрономії в наше життя, а також зрозуміти, яку роль відіграє наука в розвитку рівноправного й мирного суспільства.

Логотип офіційного сайту Міжнародного Року Астрономії в Україні

Ціль Року — стимулювати зацікавленість, особливо серед молоді, астрономією та наукою в цілому під центральним гаслом «Відкрий для себе Всесвіт». Святкування МАР2009 проходить на глобальних і регіональних рівнях, і особливо на національних і місцевих рівнях. У кожній країні створені Національні Координаційні Комітети (ННК) з підготовки та проведення відповідних заходів. Більше ніж 140 країн очікується залучити до підготовки святкування.

## Міжнародний рік астрономії в Україні
На своєму засіданні 16 листопада 2007 року Рада Української астрономічної асоціації створила Національний Координаційний Комітет, до складу якого увійшли представники провідних астрономічних установ України. Його метою є встановлення співробітництва між професійними й аматорськими астрономами, центрами науки, педагогами й популяризаторами науки в підготовці плану дій на 2009 рік.

### 100 годин астрономії
Проект тривав понад чотири дні й ночі, від 2 до 5 квітня 2009 року. Протягом цього періоду люди у всьому світі об'єдналися, щоб водночас спостерігати зоряне небо. Серед них були і ті, хто вперше подивився на небо у телескоп. Для професіоналів і аматорів астрономії — це була можливість передати свої знання та захопленість красою і безмежністю Всесвіту. У понад 130 країнах відбулося більше ніж 1500 подій, в яких взяло участь більше мільйона людей!
Саме у ці дні Місяць перебував у фазі після першої чверті, а отже був видимим не тільки вночі, але й у вечірній час, як і Сатурн з його потужною системою кілець.
Онлайн вебпортал «Навколо світу за допомогою 80 телескопів» стартував для всіх охочих 3 квітня о 9 год. за всесвітнім часом, а завершився 4 квітня о 9 год. за всесвітнім часом. Портал допоміг мешканцям обох напівкуль Землі упродовж дня і ночі завітати до найбільших наземних астрономічних обсерваторій. Усі охочі могли дізнатися, що відбувається як в обсерваторіях їхньої країни, так і в обсерваторіях на іншій півкулі Землі, задавати запитання і надсилати листи, отримувати нові зображення об'єктів Всесвіту, дізнаючись, що саме в цей час досліджують астрономи!
Серед телескопів, що були задіяні у цьому проекті — телескопи Кек (рефлектор 10 м) і Джеміні-Північ (рефлектор 8,1 м) на Гаваях, Англо-австралійський телескоп (рефлектор 3,9 м) і телескоп на Канарських островах , телескоп Південної Африки, а також телескоп Європейської південної обсерваторії в Чилі, у проекті брали участь космічні орбітальні обсерваторії — телескоп імені Габбла, рентгенівський телескоп XMM-Newton і гамма-телескоп Integral та багато інших. Проект «100 годин астрономії» був доступний для мешканців всіх материків, включаючи Антарктиду!
Головні виконавці проекту вели пряму добову передачу Ustream.tv зі штаб-квартири в Мюнхені, Німеччина. Учасником цього проекту міг стати кожний, хто заходив у вебпошукову систему.

### 100 годин астрономії в Україні
У Києві:
- в Головній астрономічній обсерваторії НАН України (вул. академіка Заболотного, 27, — поруч із Національним музеєм народної архітектури та побуту);

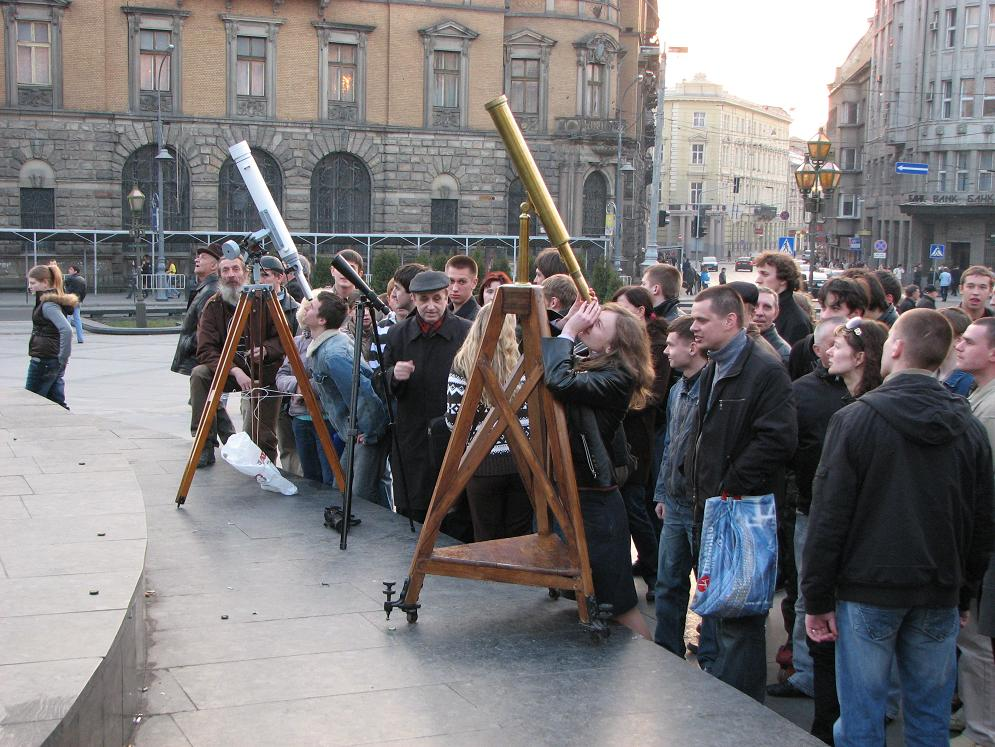
Акція «100 годин астрономії у Львові» 2009 рік

- в Астрономічній обсерваторії Київського національного університету ім. Тараса Шевченка (вул. Обсерваторна, 3);
- аматори астрономії клубу «Астрополіс» організували два майданчики, обладнані телескопами, поблизу Арки дружби народів (Європейська площа) та в парку Слави (площа Слави, Печерськ), а 4 квітня спостереження у телескоп проходили у сквері біля готелю «Салют»;

У Харкові:
- в Астрономічній обсерваторії Харківського національного університету ім. В. Н. Каразіна (по вул. Сумській, 35 (сад Шевченка);
- 4-5 квітня після заходу Сонця протягом всієї ночі в саду Шевченка (біля Театру опери і балету) астрономи-аматори проводили III-тю Міжнародну ніч тротуарної астрономії, і всі охочі мали змогу подивитись в телескоп на зоряне небо, Місяць, Сатурн тощо; 4-5 квітня — святкова програма у Харківському планетарії;
- у Радіоастрономічному інституті НАН України (вул. Червонопрапорна, 4) проводилися лекції з радіоастрономічної тематики;

У Львові:
- в Астрономічній обсерваторії Львівського національного університету ім. І. Франка (вул. Кирила і Мефодія, 8), де на спостережному майданчику проводили екскурсії Богдан Новосядлий, Мирослав Стоділка та Михайло Заморський ;
- заміська станція спостережень у Брюховичах, де працювали з відвідувачами Валерій Касеркевич та Андрій Білінський;
- на проспекті Свободи (біля пам'ятника Т. Шевченка, поблизу місця, де знаходилася перша Львівська астрономічна обсерваторія, збудована в 1771 році), астрономи встановили 2 малі телескопи для всіх охочих, за допомогою яких можна було подивитися на Місяць та Сатурн просто під час вечірньої прогулянки містом. Слід звернути увагу на високу популярність саме цього місця спостережень, де працювали астрономи Ігор Підстригач, Юрій Кулініч, Олександра Баран та Ольга Сергієнко. Багато хто з громадян був настільки вражений побаченим, що пізніше відвідував ще і обсерваторію та в наступні вечори приводили своїх родичів та знайомих. За грубими оцінками, за ці дні приблизно 5-6 тисяч львів'ян долучились до акції.

Проведена акція ще раз показала, що загальний рівень астрономічної освіти у суспільстві є надзвичайно низьким. Зокрема, це виявилося у тому, що серед задаваних питань найпопулярніші стосувалися гороскопів та позаземного життя (абсолютний лідер рейтингу: «А я інопланетян в телескоп побачу?»). Також «потішило» те, що значна частина нашої молоді має хибні уявлення про будову Сонячної системи. Особливе здивування у відвідувачів викликав безкоштовний характер заходу.
У Криму
- в Кримській астрофізичній обсерваторії (смт Научний Бахчисарайського р-ну) з 2 по 5 квітня з 18 до 21 години;
- в Сімферополі 4 квітня проходили спостереження у телескоп на площі Леніна.

А також у наступних містах:
- у Дніпрі, 4 квітня відбулася міні-конференція у Дніпропетровському планетарії та спостереження у телескоп поруч із планетарієм;
- у Миколаєві — 2-3 квітня астрономи Миколаївської астрономічної обсерваторії брали участь у здійсненні одного із самих цікавих проектів МРА2009 «Сто годин астрономії». У ці два вечори обсерваторію відвідали близько 50 чоловік, для яких були організовані екскурсії з показом деяких небесних об'єктів у телескоп. Варто помітити, що погода була сприятливою для спостережень, але можливості обсерваторії не змогли задовольнити інтересу всіх охочих глянути на зоряне небо;
- в Одесі, в Астрономічній обсерваторії Одеського Національного університету ім. І.І Мечникова (парк Шевченка).

Інша частина проекту «Всесвітня зоряна вечірниця» стартувала після заходу Сонця 4 квітня 2009 року. Аматори астрономи розташовували свої телескопи на майданах, багатолюдних проспектах і набережних, а професійні астрономи очікували всіх в обсерваторіях з метою «Відкрити всім охочим Всесвіт і подивитися на нього, можливо, вперше, в телескоп».
5 квітня усі охочі могли стати учасником ще однієї частини проекту — «Дня Сонця» та «100 годин астрономії для малюків».

## Пам'ятна монета
|                                                              |  |  |
| Ювілейна монета НБУ, присвячена Міжнародному року астрономії |  |  |

15 червня 2009 р. НБУ випустив кілограмову срібну пам'ятну монету "Міжнародний рік астрономії" з Галілео Галілеєм, присвячену МАР-2009.
На аверсі монети розміщено: угорі — малий Державний Герб України та рік карбування монети — 2009, під якими напис у три рядки — НАЦІОНАЛЬНИЙ БАНК УКРАЇНИ, умовне зображення Сонячної системи, у якій третя від Сонця планета — Земля виконана блакитним топазом масою 0,2 карата; на тлі орбіт — армілярна сфера, класичний астрономічний прилад, що вживали для визначення координат небесних світил, під якою півколом у два рядки напис «100 ГРИВЕНЬ».
На реверсі монети на рельєфному тлі зображено: ліворуч Галілео Галілея (угорі), стилізовану середньовічну мініатюру спостереження за зоряним небом (унизу); праворуч — одну з галактик (угорі), радіотелескоп (унизу). На дзеркальному тлі монети зображено обсерваторію (унизу) та розміщено угорі написи — МІЖНАРОДНИЙ (півколом)/ РІК, у центрі композиції — напис АСТРОНОМІЇ, у якому літеру «О» замінює планета «Сатурн».
Автор ескізів і моделей монети — Володимир Дем'яненко.